# Lara Fabian
Lara Fabian, pseudonimo di Lara Sophie Katy Crokaert (Etterbeek, 9 gennaio 1970), è una cantautrice e compositrice belga e italiana naturalizzata canadese.
Dotata di grande disinvoltura nel canto in diverse lingue, nel suo repertorio, principalmente francese e inglese, vanta infatti anche molti pezzi in italiano, spagnolo e interpretazioni in portoghese, tedesco, turco, russo, ebraico, azero, greco, napoletano e siciliano.
Fabian è una delle più note esponenti del panorama musicale francofono; la sua voce da soprano lirico, dal timbro caldo e ovattato, a tratti gutturale e graffiante, è ricordata dal pubblico come una delle più virtuose e potenti del panorama canoro globale, questo grazie a un'ottima padronanza nella risonanza vocale (tecnica per la quale si distingue, appunto, a livello internazionale, tanto da essersi guadagnata l'appellativo di The Ring).
Ha venduto all'incirca 12 milioni di dischi in tutto il mondo. Madrelingua italiana, parla anche il francese, lo spagnolo, l'inglese, il fiammingo e il siciliano.

## Biografia
Lara Fabian, il cui nome è ispirato al personaggio femminile del Dottor Živago, è nata in Belgio da madre siciliana (Maria Luisa Serio, mentre Pippo Fabiano è lo zio, da cui ha preso il nome d'arte) e padre fiammingo (Pierre Crokaert, chitarrista di Petula Clark). Ha vissuto la prima parte della sua infanzia in Sicilia, a Catania; l'italiano è infatti la sua lingua madre.
Nel 1975, all'età di cinque anni, si trasferisce con la famiglia in Belgio, a Ruisbroek. Nel 1978 inizia ad affiancare agli studi scolastici, presso l'Istituto Santa Ursula di Forest (comune della città di Bruxelles), anche le lezioni di piano, solfeggio e canto presso il Conservatorio Reale. All'età di dieci anni, Lara Fabian compone le sue prime melodie, ispirata da artisti come Barbra Streisand e i Queen e verso i quindici comincia a esibirsi in alcuni locali di Bruxelles.
Determinante è l'incontro con Marc Lerchs, con cui inizia una collaborazione che tra il 1986 e il 1988 li porterà a esibirsi insieme (lui al piano) nei cabaret della capitale belga, tra cui il Black Bottom e il Caffè dell'Ilôt. Partecipa inoltre a diversi concorsi amatoriali, tra cui Le Tremplin di Bruxelles, che vince. Registra così il suo primo 45 giri, omaggio a Daniel Balavoine e stampato in 500 copie. Le canzoni L'Aziza est en pleurs e Il y avait, scritte da Marc, vengono ascoltate dal produttore Hubert Terheggen che, incuriosito, decide di assistere dal vivo a una delle sue serate al Black Bottom.

### L'esordio: l'Eurovision Song Contest
Nel 1988 Hubert Terheggen le propone di partecipare all'Eurovision Song Contest (che in quell'anno si svolge a Dublino), in rappresentanza del Lussemburgo. Si classifica al quarto posto (la vincitrice sarà Céline Dion, rappresentante della Svizzera) con la canzone Croire, che verrà tradotta in inglese (Trust) e tedesco (Glaub). Lara Fabian - per via del successo - abbandona gli studi di criminologia infantile, che stava seguendo in Italia, e decide di dedicarsi completamente alla carriera musicale. Incide il suo secondo 45 giri, Je sais, e parte per il Québec per promuovere il disco.

### Il Québec e l'inizio della carriera internazionale
Arrivata nella provincia canadese, decide di trasferirvisi insieme a Rick Allison, suo compagno dal 1990 al 1997, nonché produttore, compositore e coautore fino al 2004. Col suo primo album riceve una nomination al premio Félix. Nei due anni successivi partecipa a diversi festival di Montréal.
Nel 1994, con il secondo album intitolato "Carpe Diem" (tra le canzoni: Leïla, Tu t'en vas e Je suis malade di Serge Lama) vince il premio Félix come Migliore Interprete dell'Anno e per il Miglior Spettacolo grazie al concerto Carpe Diem, e il premio Juno Awards. Si aggiudica inoltre il disco d'oro e tre dischi di platino l'anno successivo. Il 1º luglio del 1995 ottiene la nazionalità canadese; il padre è belga, quindi è francofona (7%).

### La Francia e l'esordio anglosassone
Nel 1996 la Disney la ingaggia per doppiare Esmeralda nella versione francese di Il gobbo di Notre Dame. Il 1997 è l'anno di Pure, che segna il suo esordio francese (tra i brani: Tout, Je t'aime, Humana e la canzone anti-omofobia La différence) e grazie al quale si aggiudica il disco di platino, il Félix come Miglior Album Popolare e il Juno Awards come Miglior Album Francofono. Nel CD è contenuta anche la cover della canzone Perdere l'amore di Massimo Ranieri.
Nel 1998 canta con Johnny Hallyday Requiem pour un fou, durante un concerto di beneficenza ("Les Enfoirés"). Nel 1999 registra tra New York e San Francisco il suo primo album internazionale, intitolato Lara Fabian. Oltre a Rick Allison, collabora con Walter Afanasieff e Patrick Leonard. In Italia è conosciuta soprattutto per la canzone Adagio (inserita nel disco sia in inglese sia in italiano), con un testo scritto dalla stessa Lara Fabian sul noto Adagio di Albinoni (peraltro composto da Remo Giazotto). Altro singolo noto in Italia è I will love again (al primo posto negli USA nella classifica Billboard Hot Dance Music/Club Play). L'album si aggiudica il World Music Awards per i due milioni di copie vendute.
Nel 2000 collabora con Hollywood e incide le colonne sonore dei film A.I. - Intelligenza artificiale e Final Fantasy. Nel 2001 esce l'album Nue; J'y crois encore, Immortelle, Aimer déjà, Tu es mon autre (in duetto con Maurane) sono solo alcuni dei pezzi scritti con Allison. Nel 2002, a Roma, in una serata organizzata a Piazza di Spagna dalla TV di Stato francese France 2, per celebrare la canzone italiana, Lara Fabian duetta con Laura Pausini in La Solitudine. Nel 2003 incide la sua personale versione di Caruso di Lucio Dalla, interpretata durante il tour diventato successivamente un disco live, intitolato "En toute intimité", nel quale si cimenta anche nell'aria della Traviata di Giuseppe Verdi, Addio Del Passato.
Il 2004 è la volta di A wonderful life, suo secondo album in inglese. I singoli estratti, come The last goodbye e I guess I loved you consolidano il successo di Lara Fabian nei paesi latini, e in special modo in Brasile. Tra gli altri brani, la cover di Wonderful life (la versione originale del 1987 è di Black), resa nota in Italia perché sigla dello spot dell'acqua Panna.

### 2005-2006: 9 (Neuf) e Un Regard 9
Nel marzo 2005 esce l'album 9 che segna per la cantante l'inizio della fase artistica successiva allo scioglimento del sodalizio con Allison. Nuove sonorità, nuove collaborazioni, nuovo compositore e produttore, Jean-Félix Lalanne (suo compagno dal 2003 al 2006), nuovo tour mondiale, "Un Regard 9", che la vede impegnata in più di 60 concerti in vari paesi europei ed extraeuropei. Dal tour viene realizzato un CD/DVD dal titolo "Un Regard 9 - Live", registrato durante il concerto allo Zénith di Parigi nel marzo 2007, e in cui sono contenuti un inedito registrato a Montréal, Aime, e quindici performance live, tra cui Je t'aime cantata a cappella in apertura, Humana (durata oltre dieci minuti) e un omaggio a Barbra Streisand, con le interpretazioni di Papa can you hear me e A piece of sky.

#### La collaborazione con Gigi D'Alessio e il ritorno dopo la gravidanza
Il 29 marzo 2006, durante il concerto al teatro Le Zénith di Parigi, canta con Gigi D'Alessio La donna che vorrei, in una versione italo-francese. Il cantante napoletano decide in seguito di incidere in duetto con lei la canzone Un cuore malato, scritta a quattro mani con Mogol e contenuta nell'album Made in Italy. Questa collaborazione le permette di esibirsi in Italia in alcune trasmissioni televisive, ma soprattutto sul palco del Teatro Ariston, dove il 2 marzo 2007, in qualità di ospite al Festival di Sanremo canta Adagio (in inglese) e Un cuore malato in coppia con D'Alessio.
Il 14 ottobre 2007 duetta con D'Alessio all'Olympia di Parigi. Il 20 novembre 2007 diventa madre di una bambina, avuta con il regista italo-francese Gérard Pullicino. L'album Toutes les femmes en moi (Tutte le donne in me) esce in Francia il 25 maggio 2009 e contiene cover di tutte le artiste che hanno influenzato la sua carriera musicale (fra i brani ci sono Soleil soleil di Nana Mouskouri, L'amour existe encore di Céline Dion, Message personnel di Françoise Hardy, Il venait d'avoir 18 ans di Dalida, Göttingen di Barbara, Hymne à l'amour di Édith Piaf), insieme a due titoli inediti.
L'album Every woman in me, la versione inglese di Toutes les femmes en moi, è caratterizzato dalla reinterpretazione acustica di canzoni inglesi cantate da donne tra cui Bette Midler, Joni Mitchell, Karen Carpenter, Kate Bush, Aretha Franklin, Ella Fitzgerald e Barbra Streisand. Il 15 novembre 2012, sulla sua pagina di Facebook, Lara pubblica la notizia della sua separazione dal compositore Gérard Pullicino. Il 12 aprile 2013 Lara Fabian pubblica un video diretto da Alan Badojev intitolato Mademoiselle Zhivago. Tutte le canzoni facenti parte della colonna sonora sono state composte da Igor Krutoy e facenti parte del suo omonimo album Mademoiselle Zhivago del 2010. Il 28 giugno 2013, sulla sua pagina Facebook, Lara pubblica la foto del matrimonio con l'illusionista Gabriel Di Giorgio, svoltosi a Giarre.

### 2013: Le Secret
A distanza di otto anni dall'ultima uscita discografica europea, il 15 aprile 2013 esce Le secret, CD autoprodotto contenente 17 tracce con liriche di Lara Fabian e musiche di Giora Linenberg, Flavien Compagnon e Janey Clewer; il primo singolo estratto è Deux ils deux elles.

### 2015: Festival di Sanremo
Il 10 febbraio 2015 partecipa al Festival di Sanremo presentato da Carlo Conti con il brano Voce. Nella serata dedicata alle cover canta Sto male, versione italiana di Je suis malade (cantata da Ornella Vanoni). Al termine della quarta serata, il suo brano è tra i quattro esclusi dalla finale. Il 24 febbraio 2015 esce il nuovo album Essential, un album composto delle sue più famose canzoni con l'aggiunta dei brani del Festival: Voce, Sto male e Voce (remix di Toto Cutugno).

### 2017: Camouflage
Il 15 ottobre 2015 esce il singolo La ma vie dans la tienne con il relativo tour sold out negli USA.
Nel 2016 va avanti con il tour Camouflage in Europa e Russia.
Nel 2017 escono due singoli: il primo il 14 agosto 2017 (Growing Wings) e in settembre esce Choose what you love most (Let it kill you); poco dopo esce anche l'album, ovvero Camouflage.

## Vita privata
Lara Fabian è stata sentimentalmente legata al compositore Rick Allison. Per due anni ha convissuto col cantante Patrick Fiori, e per tre col musicista Jean-Félix Lalanne. Col successivo compagno, Gérard Pullicino, ha avuto la sua unica figlia Lou, nata il 20 novembre 2007. Dal 2013 è moglie dell'illusionista siciliano Gabriel Di Giorgio.

## Partecipazioni al Festival di Sanremo
Partecipa al Festival di Sanremo 2015 nella sezione Campioni con il brano Voce non qualificandosi però alla finale.

## Riconoscimenti
- 1989 - Leone di bronzo
- 1992 - Félix: candidatura come Artista francofona più illustre del Québec
- 1993 - Trofeo Rock-Détente
- 1993 - Félix: candidatura come Artista francofona più illustre del Québec
- 1994 - Félix: candidatura come Artista francofona più illustre del Québec
- 1995 - Félix come Migliore interprete femminile dell'anno
- 1995 - Félix al Miglior spettacolo per il concerto "Carpe Diem"
- 1995 - Félix: candidatura Album popolare dell'anno per "Carpe Diem"
- 1995 - Félix: candidatura Migliori vendite per "Carpe Diem"
- 1995 - Félix: candidatura Canzone popolare dell'anno per Leila
- 1995 - Juno Awards
- 1997 - Félix Album popolare dell'anno per Pure
- 1997 - Félix: candidatura come Migliore interprete femminile dell'anno
- 1997 - Félix: candidatura Spettacolo dell'anno per Pure
- 1997 - Félix: candidatura Migliori vendite per Pure
- 1997 - Félix: candidatura Canzone popolare dell'anno per Tout
- 1997 - Juno Awards: Miglior album francofono per Pure
- 1997 - Juno Awards: candidatura Miglior interprete femminile
- 1998 - Victoire de la Musique: Rivelazione dell'anno
- 1998 - Félix: candidatura come Migliore interprete femminile dell'anno
- 1998 - Félix: candidatura Canzone popolare dell'anno per Je T'Aime
- 1998 - Félix per essere L'artista del Québec più illustre al di fuori del Québec
- 1999 - Félix: candidatura come Migliore interprete femminile dell'anno
- 1999 - Félix: candidatura per essere L'artista del Québec più illustre al di fuori del Québec
- 1999 - World Music Awards per essere L'artista che ha venduto più album nel Benelux con Pure
- 2000 - Félix per essere L'artista più illustre ad aver cantato in altre lingue oltre al francese
- 2000 - Félix: candidatura per essere L'artista del Québec più illustre al di fuori del Québec
- 2000 - Femmes en Or: trofeo alla Miglior donna senza frontiere
- 2001 - World Music Awards per essere L'artista che ha venduto più album nel Benelux con "Lara Fabian"
- 2002 - World Soundtrack Awards: candidatura Miglior colonna sonora originale per The Dream Within
- 2003 - Victoire de la Musique: candidatura Canzone dell'anno per Tu Es Mon Autre (con Maurane)
- 2005 - Étoile Chérie FM: Miglior Cantante dell'anno
- 2005 - Étoile De L'émotion
- 2007 - Félix: candidatura Miglior DVD dell'anno per "Un Regard 9 - Live"

## Tournée
- 1995 - Sentiments Acoustiques
- 1998 - Pure Tour
- 2000 - Adagio Tour
- 2001-2002 - Nue Tour
- 2003-2004 - En Toute Intimité
- 2005-2006 - Un Regard 9
- 2015-2018 - Camouflage Tour

### Band "Nue" Tour (2001/2002)
- Pierre Grimard - direzione musicale e piano
- Rejeane Lachance - chitarra
- Danny Ranallo - chitarra
- Rémy Malo - basso
- Benoit Clément - batteria
- Marco Tessier - tastiere
- Dorian Sherwood - percussioni e voce
- Nancy Fortin - coro
- Kim Richardson - coro

### Musicisti "En Toute Intimité" Tour acustico (2003/2004)
- Pierre Grimard - direzione musicale e piano
- Elza Szabo - primo violino
- Iglika Pandjarova - secondo violino
- Cécile Brillard - violino alto
- Noémi Lecampion - violoncello

### Band "Un Regard 9" Tour (2005/2006)
- Jacques Pili - direzione musicale e basso
- Adrien Verderame - batteria e percussioni
- Emmanuel Pitois - piano
- Jacques Ada - chitarra
- Laurent Roubach - chitarra
- Paolo Ragatzu - tastiere
- Virginie Luypaerts - coro
- Marie-Ange Tewen - coro
- Daniel Pastore - coro
- Daddy Waku - coro

## Altre partecipazioni
- Ha partecipato all'album World Soccer Championship del 2002 con la canzone World At Your Feet, scritta e prodotta da Gary Barlow
- Ha preso parte al film De-Lovely - Così facile da amare, dove ha cantato So in love di Cole Porter con Mario Frangoulis
- Compare per due volte nella classifica degli album più venduti da artisti del Québec (dominata da Céline Dion). Venticinquesimo posto con le 250 000 copie vendute di Carpe Diem e trentottesimo con le 220 000 copie vendute di Pure.